# Епархия Баги
Епархия Баги (лат. Dioecesis Bagena) — упразднённая епархия Константинопольского патриархата, в настоящее время титулярная епархия Римско-Католической церкви.

## История
Город Баги, идентифицируемый сегодня с археологическими раскопками «Gyure», находящимися в Турции, с V века был центром епархии одноимённой епархии Константинопольского патриархата, которая входила в митрополию Сарди. Епархия Багги прекратила своё существование в IX веке.
С 1898 года епархия Баги является титулярной епархией Римско-Католической церкви.

## Греческие епископы
- епископ Леонид (упоминается в 458 году);
- епископ Василий (упоминается в 879 году).

## Титулярные епископы
- епископ святой Франциск Фоголла O.F.M.[1] (28.06.1898 — 9.07.1900);
- епископ Joaquim Silvério de Souza (16.11.1901 — 5.05.1905) — назначен епископом Диамантины;
- епископ Celestin Ibáñez y Aparicio O.F.M. (12.04.1911 — 11.04.1946) — назначен епископом Яньаня;
- епископ Jorge Marcos de Oliveira (3.08.1946 — 26.07.1954) — назначен епископом Санту-Андре;
- епископ Ramón Pastor Bogarín Argaña (1.12.1954 — 19.01.1957) — назначен епископом Сан-Хуан-Баутиста-де-лас-Мисионес;
- епископ Albert Sanschagrin O.M.I. (12.08.1957 — 13.06.1967) — назначен епископом Сент-Иасента;
- епископ José Afonso Ribeiro T.O.R.(29.01.1979 — 6.07.1988) — назначен прелатом Борбы;
- епископ João Evangelista Martins Terra S.J. (17.08.1988 — по настоящее время).

## Источник
- Annuario Pontificio, Libreria Editrice Vaticana, Città del Vaticano, 2003, стр. 771, ISBN 88-209-7422-3
- Pius Bonifacius Gams, Series episcoporum Ecclesiae Catholicae, Leipzig 1931, стр. 447  (лат.)
- Michel Lequien, Oriens christianus in quatuor Patriarchatus digestus, Parigi 1740, Tomo I, coll. 889—890
- Konrad Eubel, Hierarchia Catholica Medii Aevi, vol. 8, стр. 138  (лат.)